# Benelux Tour 2021
Il Benelux Tour 2021, diciassettesima edizione della corsa e valida come venteseiesima prova dell'UCI World Tour 2021, categoria 2.UWT, si svolse in sette tappe dal 30 agosto al 5 settembre 2021 su un percorso di 1091,6 km, con partenza da Surhuisterveen, nei Paesi Bassi, e arrivo a Geraardsbergen, in Belgio. La vittoria fu appannaggio dell'italiano Sonny Colbrelli, il quale completò il percorso in 24h14'19", alla media di 45,030 km/h, precedendo lo sloveno Matej Mohorič e il belga Victor Campenaerts.
Sul traguardo di Geraardsbergen 93 ciclisti, su 151 partiti da Surhuisterveen, portarono a termine la competizione.

## Tappe
| Tappa  | Data         | Percorso                                | km     | Vincitore di tappa | Leader cl. generale |
| ------ | ------------ | --------------------------------------- | ------ | ------------------ | ------------------- |
| 1ª     | 30 agosto    | Surhuisterveen > Dokkum                 | 169,6  | Tim Merlier        | Tim Merlier         |
| 2ª     | 31 agosto    | Lelystad > Lelystad (cron. individuale) | 11,1   | Stefan Bissegger   | Stefan Bissegger    |
| 3ª     | 1º settembre | Essen > Hoogerheide                     | 168,3  | Taco van der Hoorn | Stefan Bissegger    |
| 4ª     | 2 settembre  | Aalter > Ardooie                        | 166,1  | Tim Merlier        | Stefan Bissegger    |
| 5ª     | 3 settembre  | Riemst > Bilzen                         | 192    | Caleb Ewan         | Stefan Küng         |
| 6ª     | 4 settembre  | Ottignies-Louvain-la-Neuve > Houffalize | 207,6  | Sonny Colbrelli    | Sonny Colbrelli     |
| 7ª     | 5 settembre  | Namur > Geraardsbergen                  | 177,9  | Matej Mohorič      | Sonny Colbrelli     |
| Totale | Totale       | Totale                                  | 1091,6 |                    |                     |

## Squadre e corridori partecipanti
| N.      | Cod. | Squadra               |
| ------- | ---- | --------------------- |
| 1-7     | AFC  | Alpecin-Fenix         |
| 11-17   | DQT  | Deceuninck-Quick Step |
| 21-27   | LTS  | Lotto Soudal          |
| 31-37   | ACT  | AG2R Citroën Team     |
| 41-47   | APT  | Astana-Premier Tech   |
| 51-57   | TBV  | Bahrain Victorious    |
| 61-67   | BOH  | Bora-Hansgrohe        |
| 71-77   | COF  | Cofidis               |
| 81-87   | EFN  | EF Education-Nippo    |
| 91-97   | GFC  | Groupama-FDJ          |
| 101-107 | IGD  | Ineos Grenadiers      |

| N.      | Cod. | Squadra                   |
| ------- | ---- | ------------------------- |
| 111-117 | IWG  | Intermarché-Wanty-Gobert  |
| 121-127 | ISN  | Israel Start-Up Nation    |
| 131-137 | TJV  | Jumbo-Visma               |
| 141-147 | MOV  | Movistar Team             |
| 151-157 | BEX  | Team BikeExchange         |
| 161-167 | DSM  | Team DSM                  |
| 171-177 | TQA  | Team Qhubeka NextHash     |
| 181-187 | TFS  | Trek-Segafredo            |
| 191-197 | UAD  | UAE Team Emirates         |
| 201-207 | BWB  | Bingoal Pauwels Sauces WB |
| 211-217 | SVB  | Sport Vlaanderen-Baloise  |

## Dettagli delle tappe

### 1ª tappa
- 30 agosto: Surhuisterveen > Dokkum – 169,6 km

Risultati
| Pos. | Corridore    | Squadra    | Tempo    |
| ---- | ------------ | ---------- | -------- |
| 1    | Tim Merlier  | Alpecin    | 3h32'20" |
| 2    | Phil Bauhaus | Bahrain    | s.t.     |
| 3    | Álvaro Hodeg | Deceuninck | s.t.     |

| Pos. | Corridore    | Squadra    | Tempo    |
| ---- | ------------ | ---------- | -------- |
| 1    | Tim Merlier  | Alpecin    | 3h32'10" |
| 2    | Phil Bauhaus | Bahrain    | a 4"     |
| 3    | Álvaro Hodeg | Deceuninck | a 6"     |

### 2ª tappa
- 1º ottobre: Lelystad > Lelystad – Cronometro individuale – 11,1 km

Risultati
| Pos. | Corridore        | Squadra  | Tempo  |
| ---- | ---------------- | -------- | ------ |
| 1    | Stefan Bissegger | EF       | 12'08" |
| 2    | Edoardo Affini   | Jumbo    | a 15"  |
| 3    | Stefan Küng      | Groupama | a 20"  |

| Pos. | Corridore        | Squadra    | Tempo    |
| ---- | ---------------- | ---------- | -------- |
| 1    | Stefan Bissegger | EF         | 3h44'28" |
| 2    | Kasper Asgreen   | Deceuninck | a 19"    |
| 3    | Stefan Küng      | Groupama   | a 20"    |

### 3ª tappa
- 1º settembre: Essen > Hoogerheide – 168,3 km

Risultati
| Pos. | Corridore          | Squadra      | Tempo    |
| ---- | ------------------ | ------------ | -------- |
| 1    | Taco van der Hoorn | Intermarché  | 3h40'23" |
| 2    | Mathias Norsgaard  | Movistar     | s.t.     |
| 3    | Luke Durbridge     | BikeExchange | s.t.     |

| Pos. | Corridore        | Squadra    | Tempo    |
| ---- | ---------------- | ---------- | -------- |
| 1    | Stefan Bissegger | Trek       | 7h24'55" |
| 2    | Kasper Asgreen   | Deceuninck | a 19"    |
| 3    | Stefan Küng      | Groupama   | a 20"    |

### 4ª tappa
- 2 settembre: Aalter > Ardooie – 166,1 km

Risultati
| Pos. | Corridore        | Squadra     | Tempo    |
| ---- | ---------------- | ----------- | -------- |
| 1    | Tim Merlier      | Alpecin     | 3h36'29" |
| 2    | Mads Pedersen    | Trek        | s.t.     |
| 3    | Danny Van Poppel | Intermarché | s.t.     |

| Pos. | Corridore        | Squadra      | Tempo     |
| ---- | ---------------- | ------------ | --------- |
| 1    | Stefan Bissegger | EF           | 11h01'24" |
| 2    | Kasper Asgreen   | Deceuninck   | a 13"     |
| 3    | Luke Durbridge   | BikeExchange | a 20"     |

### 5ª tappa
- 3 settembre: Riemst > Bilzen – 192 km

Risultati
| Pos. | Corridore        | Squadra     | Tempo    |
| ---- | ---------------- | ----------- | -------- |
| 1    | Caleb Ewan       | Lotto       | 4h26'24" |
| 2    | Sonny Colbrelli  | Bahrain     | s.t.     |
| 3    | Danny van Poppel | Intermarché | s.t.     |

| Pos. | Corridore          | Squadra      | Tempo     |
| ---- | ------------------ | ------------ | --------- |
| 1    | Stefan Küng        | Groupama     | 15h28'08" |
| 2    | Luke Durbridge     | BikeExchange | a 2"      |
| 3    | Christophe Laporte | Cofidis      | a 6"      |

### 6ª tappa
- 4 settembre: Ottignies-Louvain-la-Neuve > Houffalize – 207,6 km

Risultati
| Pos. | Corridore       | Squadra | Tempo    |
| ---- | --------------- | ------- | -------- |
| 1    | Sonny Colbrelli | Bahrain | 4h55'27" |
| 2    | Matej Mohorič   | Bahrain | a 42"    |
| 3    | Jasper Stuyven  | Trek    | s.t.     |

| Pos. | Corridore          | Squadra | Tempo     |
| ---- | ------------------ | ------- | --------- |
| 1    | Sonny Colbrelli    | Bahrain | 20h23'30" |
| 2    | Matej Mohorič      | Bahrain | a 51"     |
| 3    | Victor Campenaerts | Qhubeka | a 53"     |

### 7ª tappa
- 5 settembre: Namur > Geraardsbergen – 177,9 km

Risultati
| Pos. | Corridore       | Squadra | Tempo    |
| ---- | --------------- | ------- | -------- |
| 1    | Matej Mohorič   | Bahrain | 3h50'56" |
| 2    | Sonny Colbrelli | Bahrain | a 11"    |
| 3    | Tom Dumoulin    | Jumbo   | a 15"    |

| Pos. | Corridore          | Squadra | Tempo     |
| ---- | ------------------ | ------- | --------- |
| 1    | Sonny Colbrelli    | Bahrain | 24h14'29" |
| 2    | Matej Mohorič      | Bahrain | a 29"     |
| 3    | Victor Campenaerts | Qhubeka | a 1'14"   |

## Evoluzione delle classifiche
| Tappa              | Vincitore          | Classifica generale Maglia blu | Classifica a punti Maglia azzurra | Classifica combattività Maglia bianca | Classifica a squadre  |
| ------------------ | ------------------ | ------------------------------ | --------------------------------- | ------------------------------------- | --------------------- |
| 1ª                 | Tim Merlier        | Tim Merlier                    | Tim Merlier                       | Arjen Livyns                          | Bahrain Victorious    |
| 2ª                 | Stefan Bissegger   | Stefan Bissegger               | Stefan Bissegger                  | Arjen Livyns                          | Team Qhubeka NextHash |
| 3ª                 | Taco van der Hoorn | Stefan Bissegger               | Phil Bauhaus                      | Luke Durbridge                        | Team Qhubeka NextHash |
| 4ª                 | Tim Merlier        | Stefan Bissegger               | Tim Merlier                       | Arjen Livyns                          | Team Qhubeka NextHash |
| 5ª                 | Caleb Ewan         | Stefan Küng                    | Tim Merlier                       | Arjen Livyns                          | Team Qhubeka NextHash |
| 6ª                 | Sonny Colbrelli    | Sonny Colbrelli                | Tim Merlier                       | Arjen Livyns                          | Bahrain Victorious    |
| 7ª                 | Matej Mohorič      | Sonny Colbrelli                | Danny van Poppel                  | Arjen Livyns                          | Bahrain Victorious    |
| Classifiche finali | Classifiche finali | Sonny Colbrelli                | Danny van Poppel                  | Arjen Livyns                          | Bahrain Victorious    |

Maglie indossate da altri ciclisti in caso di due o più maglie vinte
- Nella 2ª tappa Phil Bauhaus ha indossato la maglia azzurra al posto di Tim Merlier.
- Nella 3ª tappa Tim Merlier ha indossato la maglia azzurra al posto di Stefan Bissegger.

## Classifiche finali

### Classifica generale - Maglia verde
| Pos. | Corridore       | Squadra      | Tempo     |
| ---- | --------------- | ------------ | --------- |
| 1    | Sonny Colbrelli | Bahrain      | 24h14'29" |
| 2    | Matej Mohorič   | Bahrain      | a 29"     |
| 3    | V. Campenaerts  | Qhubeka      | a 1'14"   |
| 4    | Tim Wellens     | Lotto        | a 1'26"   |
| 5    | Stefan Küng     | Groupama     | a 1'28"   |
| 6    | Luke Durbridge  | BikeExchange | a 1'30"   |
| 7    | Jasper Stuyven  | Trek         | a 1'37"   |
| 8    | Tiesj Benoot    | DSM          | a 1'54"   |
| 9    | Tom Dumoulin    | Jumbo        | a 1'55"   |
| 10   | Mike Teunissen  | Jumbo        | a 2'01"   |

### Classifica a punti - Maglia rossa
| Pos. | Corridore          | Squadra     | Punti |
| ---- | ------------------ | ----------- | ----- |
| 1    | Danny van Poppel   | Intermarché | 88    |
| 2    | Sonny Colbrelli    | Bahrain     | 80    |
| 3    | Tim Merlier        | Alpecin     | 75    |
| 4    | Christophe Laporte | Cofidis     | 68    |
| 5    | Matej Mohorič      | Bahrain     | 67    |

### Classifica combattività - Maglia bianca
| Pos. | Corridore        | Squadra      | Punti |
| ---- | ---------------- | ------------ | ----- |
| 1    | Arjen Livyns     | Bingoal      | 56    |
| 2    | Luke Durbridge   | BikeExchange | 35    |
| 3    | Thomas Sprengers | Sport Vl.    | 27    |
| 4    | Matej Mohorič    | Bahrain      | 20    |
| 5    | Jack Bauer       | BikeExchange | 20    |

### Classifica a squadre
| Pos. | Squadra                | Tempo     |
| ---- | ---------------------- | --------- |
| 1    | Bahrain Victorious     | 72h47'35" |
| 2    | Alpecin-Fenix          | a 9'00"   |
| 3    | Ineos Grenadiers       | a 9'44"   |
| 4    | Jumbo-Visma            | a 10'15"  |
| 5    | Israel Start-Up Nation | a 14'02"  |